# Ramona Balthasar
Ramona Balthasar (n. 9 ianuarie 1964, Forst (Lausitz), Brandenburg, Germania) este o canotoare ce a reprezentat Republica Democrată Germană, medaliată olimpică. A participat la o ediție a Jocurilor Olimpice (1988) în care a câștigat o medalie de aur.